# Izydor (biskup koptyjski)
Izydor (ur. 15 września 1939) – duchowny Koptyjskiego Kościoła Ortodoksyjnego, od 1992 biskup opat monasteru Rzymian.

## Życiorys
22 czerwca 1977 złożył śluby zakonne w monasterze Rzymian. Święcenia kapłańskie przyjął 30 maja 1979. Sakrę biskupią otrzymał 14 czerwca 1992 uzyskując godność opata.